# Френк Буше
Френк Буше (англ. Frank Boucher, нар. 7 жовтня 1901, Оттава — пом. 12 грудня 1977, Кемптвілл) — канадський хокеїст, що грав на позиції центрального нападника. Згодом — хокейний тренер.
Член Зали слави хокею з 1958 року. Володар Кубка Стенлі. Провів понад 600 матчів у Національній хокейній лізі. 

## Сім'я
Мав шістьох братів та двох сестер, три брати також грали в НХЛ — Джордж (чотириразовий володар Кубка Стенлі), Роберт та Біллі. Він також дядько головного тренера олімпійських чемпіонів 1948 Френка Буше.

## Ігрова кар'єра
Хокейну кар'єру розпочав 1916 року.
Протягом професійної клубної ігрової кар'єри, що тривала 24 роки, захищав кольори команд «Оттава Сенаторс», «Ванкувер Марунс» та «Нью-Йорк Рейнджерс».
У клубі «Нью-Йорк Рейнджерс» разом з Біллом Куком та Баном Куком складав ударну ланку команди.
Загалом провів 612 матчів у НХЛ, включаючи 55 ігор плей-оф Кубка Стенлі.

## Тренерська робота
1939 року розпочав тренерську роботу в НХЛ, яка обмежилась з командою «Нью-Йорк Рейнджерс», який тренував впродовж одинадцять сезонів.

## Нагороди та досягнення
- Володар Кубка Стенлі в складі «Нью-Йорк Рейнджерс» — 1928, 1933 (як гравець), 1940 (як тренер).
- Приз Леді Бінг — 1928, 1929, 1930, 1931, 1933, 1934, 1935.
- Друга команда всіх зірок НХЛ — 1931.
- Перша команда всіх зірок НХЛ — 1933, 1934, 1935.
- Під 61-м номером входить до списку найкращих гравців НХЛ за версією журналу The Hockey News (1997).

## Статистика
| Сезон             | Клуб                   | Ліга              | Регулярний сезон | Регулярний сезон | Регулярний сезон | Регулярний сезон | Регулярний сезон | Плей-оф | Плей-оф | Плей-оф | Плей-оф | Плей-оф |
| Сезон             | Клуб                   | Ліга              | І                | Г                | П                | О                | ШХ               | І       | Г       | П       | О       | ШХ      |
| ----------------- | ---------------------- | ----------------- | ---------------- | ---------------- | ---------------- | ---------------- | ---------------- | ------- | ------- | ------- | ------- | ------- |
| 1916–17           | «Оттава Нью-Единбургс» | OCJHL             | 9                | 11               | 0                | 11               | —                | 2       | 6       | 0       | 6       | —       |
| 1917–18           | «Оттава Нью-Единбургс» | OCJHL             | 4                | 1                | 0                | 1                | 0                | —       | —       | —       | —       | —       |
| 1917–18           | Ottawa Munitions       | OCHL              | 1                | 0                | 0                | 0                | 0                | 1       | 0       | 0       | 0       | 0       |
| 1918–19           | «Оттава Нью-Единбургс» | OCHL              | 7                | 1                | 2                | 3                | 5                | —       | —       | —       | —       | —       |
| 1919–20           | «Летбридж Ветс»        | ASHL              | —                | —                | —                | —                | —                | —       | —       | —       | —       | —       |
| 1919–20           | «Летбридж Ветс»        | Кубок Аллана      | —                | —                | —                | —                | —                | 1       | 1       | 0       | 1       | 0       |
| 1920–21           | «Банф»                 | RMSHL             | —                | —                | —                | —                | —                | —       | —       | —       | —       | —       |
| 1921–22           | «Оттава Сенаторс»      | НХЛ               | 24               | 8                | 2                | 10               | 4                | 1       | 0       | 0       | 0       | 0       |
| 1922–23           | «Ванкувер Марунс»      | ТОХА              | 28               | 11               | 9                | 20               | 2                | 2       | 0       | 1       | 1       | 2       |
| 1922–23           | «Ванкувер Марунс»      | Кубок Стенлі      | —                | —                | —                | —                | —                | 4       | 2       | 0       | 2       | 0       |
| 1923–24           | «Ванкувер Марунс»      | ТОХА              | 28               | 15               | 5                | 20               | 10               | 2       | 1       | 0       | 1       | 0       |
| 1923–24           | «Ванкувер Марунс»      | Захід             | —                | —                | —                | —                | —                | 3       | 1       | 0       | 1       | 0       |
| 1923–24           | «Ванкувер Марунс»      | Кубок Стенлі      | —                | —                | —                | —                | —                | 2       | 2       | 1       | 3       | 2       |
| 1924–25           | «Ванкувер Марунс»      | ЗКХЛ              | 27               | 16               | 12               | 28               | 6                | —       | —       | —       | —       | —       |
| 1925–26           | «Ванкувер Марунс»      | ЗХЛ               | 29               | 15               | 7                | 22               | 14               | —       | —       | —       | —       | —       |
| 1926–27           | «Нью-Йорк Рейнджерс»   | НХЛ               | 44               | 13               | 15               | 28               | 17               | 2       | 0       | 0       | 0       | 4       |
| 1927–28           | «Нью-Йорк Рейнджерс»   | НХЛ               | 44               | 23               | 12               | 35               | 15               | 9       | 7       | 3       | 10      | 2       |
| 1928–29           | «Нью-Йорк Рейнджерс»   | НХЛ               | 44               | 10               | 16               | 26               | 8                | 6       | 1       | 0       | 1       | 0       |
| 1929–30           | «Нью-Йорк Рейнджерс»   | НХЛ               | 42               | 26               | 36               | 62               | 16               | 3       | 1       | 1       | 2       | 0       |
| 1930–31           | «Нью-Йорк Рейнджерс»   | НХЛ               | 44               | 12               | 27               | 39               | 20               | 4       | 0       | 2       | 2       | 0       |
| 1931–32           | «Нью-Йорк Рейнджерс»   | НХЛ               | 48               | 12               | 23               | 35               | 18               | 7       | 3       | 6       | 9       | 0       |
| 1932–33           | «Нью-Йорк Рейнджерс»   | НХЛ               | 46               | 7                | 28               | 35               | 4                | 8       | 2       | 2       | 4       | 6       |
| 1933–34           | «Нью-Йорк Рейнджерс»   | НХЛ               | 48               | 14               | 30               | 44               | 4                | 2       | 0       | 0       | 0       | 0       |
| 1934–35           | «Нью-Йорк Рейнджерс»   | НХЛ               | 48               | 13               | 32               | 45               | 2                | 4       | 0       | 3       | 3       | 0       |
| 1935–36           | «Нью-Йорк Рейнджерс»   | НХЛ               | 48               | 11               | 18               | 29               | 2                | —       | —       | —       | —       | —       |
| 1936–37           | «Нью-Йорк Рейнджерс»   | НХЛ               | 44               | 7                | 13               | 20               | 5                | 9       | 2       | 3       | 5       | 0       |
| 1937–38           | «Нью-Йорк Рейнджерс»   | НХЛ               | 18               | 0                | 1                | 1                | 2                | —       | —       | —       | —       | —       |
| 1943–44           | «Нью-Йорк Рейнджерс»   | НХЛ               | 15               | 4                | 10               | 14               | 2                | —       | —       | —       | —       | —       |
| Усього в НХЛ      | Усього в НХЛ           | Усього в НХЛ      | 557              | 160              | 263              | 423              | 119              | 55      | 16      | 20      | 36      | 12      |
| Усього в ТОХА     | Усього в ТОХА          | Усього в ТОХА     | 57               | 26               | 14               | 40               | 12               | 4       | 1       | 1       | 2       | 2       |
| Усього в ЗКХЛ/ЗХЛ | Усього в ЗКХЛ/ЗХЛ      | Усього в ЗКХЛ/ЗХЛ | 56               | 31               | 19               | 50               | 20               | —       | —       | —       | —       | —       |

## Тренерська статистика
| Команда | Сезон   | Регулярний сезон | Регулярний сезон | Регулярний сезон | Регулярний сезон | Регулярний сезон | Регулярний сезон | Плей-оф                          |
| Команда | Сезон   | І                | В                | П                | Н                | О                | Місце            | Результат                        |
| ------- | ------- | ---------------- | ---------------- | ---------------- | ---------------- | ---------------- | ---------------- | -------------------------------- |
| НЙР     | 1939–40 | 48               | 27               | 11               | 10               | 64               | 2-е в НХЛ        | Здобули Кубок Стенлі             |
| НЙР     | 1940–41 | 48               | 21               | 19               | 8                | 50               | 4-е в НХЛ        | програш у чвертьфіналі дивізіону |
| НЙР     | 1941–42 | 48               | 29               | 17               | 2                | 60               | 1-е в НХЛ        | програш у півфіналі              |
| НЙР     | 1942–43 | 50               | 11               | 31               | 8                | 30               | 6-е в НХЛ        | не вийшли                        |
| НЙР     | 1943–44 | 50               | 6                | 39               | 5                | 17               | 6-е в НХЛ        | не вийшли                        |
| НЙР     | 1944–45 | 50               | 11               | 29               | 10               | 32               | 6-е в НХЛ        | не вийшли                        |
| НЙР     | 1945–46 | 50               | 13               | 28               | 9                | 35               | 6-е в НХЛ        | не вийшли                        |
| НЙР     | 1946–47 | 60               | 22               | 32               | 6                | 50               | 5-е в НХЛ        | не вийшли                        |
| НЙР     | 1947–48 | 60               | 21               | 26               | 13               | 55               | 4-е в НХЛ        | програш у півфіналі              |
| НЙР     | 1948–49 | 23               | 6                | 11               | 6                | 18               | 6-е в НХЛ        | пішов у відставку                |
| НЙР     | 1953–54 | 40               | 14               | 20               | 6                | 34               | 5-е в НХЛ        | пішов у відставку                |
| Усього  | Усього  | 527              | 181              | 263              | 83               | 445              |                  |                                  |